# Röda stjärnan Belgrad (handboll)
Röda stjärnan Belgrad (egentligen RK Crvena zvezda, serbiska: РК Црвена звезда) är en handbollsklubb från Belgrad i Serbien, bildad 1 oktober 1948. Röda stjärnan Belgrad är en av Serbiens bästa handbollsklubbar.
Har vunnit Prva Rukometna Liga 7 gånger 1996, 1997, 1998, 2004, 2006, 2007, 2008 och vunnit Jugoslavija Rukometna Liga 2 gånger 1955, 1956.

## Kända profiler
- Jovica Cvetković
- Nikola Eklemović
- Dejan Perić
- Petar Nenadić
- Ivan Nikčević
- Nenad Peruničić
- Nenad Puljezević
- Danijel Šarić
- Dragan Škrbić
- Goran Stojanović (född 1966)
- Goran Stojanović (född 1977)
- Rastko Stojković
- Nemanja Zelenović